# Ohrigstad
Ohrigstad ist ein Ort nördlich von Lydenburg in der Limpopo-Provinz in Südafrika. 2011 hatte er 521 Einwohner.
Hier wurde 1845 eine Festung von einer Gruppe Voortrekker unter der Führung von Andries Hendrik Potgieter mit der Hilfe des niederländischen Händlers Gregorius Ohrig gegründet. Viele Siedler starben daraufhin an Malaria, so dass die übrigen Siedler das Gebiet verließen. Sie kamen erst zurück, als die Krankheit eingedämmt werden konnte. Am 14. Mai 1873 wurde das Gebiet nach der Entdeckung von Gold im Fluss Selati als öffentliches Goldfeld proklamiert.
Nach der Neustrukturierung der Provinzen Südafrikas 1994 gehörte Ohrigstad zur Provinz Mpumalanga.

## Infrastruktur
Ohrigstad ist mit der R36 an das südafrikanische Fernstraßennetz angeschlossen. Zwei Tankstellen und einige Läden charakterisieren den Ort als lokales Geschäftszentrum und Raststätte für Fernfahrer. Ohrigstad besitzt außerdem einen Bahnanschluss, Personenverkehr findet jedoch nicht mehr statt. Morgens und abends hält ein City-to-City-Bus von/nach Johannesburg in Ohrigstad.